# بايجوق
بايجوق (بالفارسية: بایجوق) هي منطقة سكنية تقع في قسم تشاراويماق الجنوبي الغربي الريفي في إيران. يقدر عدد سكانها بـ 64 نسمة .